# Џез плес
Џез плес (енгл. Jazz dance) је модерна техника, која се базира на балетској техници, која је допуњена опуштенијим и слободнијим плесним елементима. Позиције ногу у џезу су мало затвореније него у балету или потпуно затворене. У џезу за разлику од балета је допуштен већи степен стилске опуштености, и док се балет игра искључиво уз класичну музику, џез плес обично прати поп или било која друга музика. Овај облик игре се развијао у оквиру играчких студија.
Постоји неколико врста џез игре:
- лирски (мекани) џез који негује правилне линије тела и покрета, покрети су меки, и користи се пуно балетских елемената
- улични (тврди) џез који је новији смер jazz технике, који укључује енергичне покрете и синкопирани рад ногу, изводи се на енергичније и оштрије поп ритмове, али је и даље у великој мери заступљена балетска техника
- музичко комедијски џез (театарски џез) је врста игре која се изводи у плесним мјузиклима. За овај стил је карактеристично да покрети наглашено прате ток приче комада у којем се изводе и често се користе разни реквизити (шешири, штапови), а костими су бљештави и упадљиви
- МТВ џез је најновији смер технике који је заступљен у спотовима разних певача (Џастин Тимберлејк, Бритни Спирс, Миси Елиот) и настао је ради повећања квалитета сценских наступа, а карактерише га оштрина и одсеченост покрета, док је балетска техника овде врло мало заступљена

Џез је музика црнаца који су европску музику обогатили афричким ритмовима, а настао је као контраст традиционалној музици. Главна карактеристика џез игре су изолације у којима се тело дели на делове, од којих сваки део тела изводи свој покрет. Та аритмија и асиметрија је уједно и карактеристика џез игре. Данас се џез плес изводи на све врсте музике .